# Chirurgiske Akademie
Det Chirurgiske Akademie eller på nydansk Det Kirurgiske Akademi var en uddannelsesanstalt for kirurger i København, der eksisterede fra 1785 til 1842. Akademiet var en fortsættelse af det tidligere Theatrum anatomicum, hvor kirurger lærte anatomi ved hjælp af dissektion. Kirurgien var i 1700-tallet en uddannelse, der var adskilt fra medicinstudiet og var dyrket af barberer.

## Striden forud for oprettelsen
Fra 1736 havde der været en stadig strid mellem læger og kirurger, idet det medicinske fakultet arbejdede på at få den kirurgiske læreanstalt, Theatrum anatomicum, lagt under Københavns Universitet, mens kirurgerne kæmpede for at bevare deres egen anstalt fuldstændig uafhængig af fakultetet. I nøje sammenhæng med de skiftende politiske begivenheder under Johann Friedrich Struensee, Ove Høegh-Guldberg og kronprins Frederik havde snart det ene parti, snart det andet overtaget, men gennemgående var kirurgerne de sejrende, selv da det lykkedes fakultetet i 1774 at sætte igennem, at kirurgerne for at få ret til medicinsk praksis skulle eksamineres i indre medicin ved fakultetet, thi denne eksamination gav kirurgerne, trods fakultetets modstand, ret til ubegrænset praksis ikke alene mellem militære, men også i den civile befolkning.
Da kronprins Frederik overtog regeringen, lykkedes det kirurgerne (i lighed med, hvad der var sket flere steder i udlandet særlig i Wien ved livkirurgen Johan Christian Bodendicks hjælp 22. juni 1785) at få oprettet et kongeligt Kirurgisk Akademi, der var fuldstændig uafhængigt af fakultetet, så et endog eksaminationen i indre medicin trods lægernes energiske protest henlagdes til Akademiet.

## Det kirurgiske akademi
I 1785 blev en bygning tegnet af arkitekten Peter Meyn opført i Bredgade nr. 62 på en grund skænket af enkedronning Juliane Marie i København til et decideret Akademi, hovedsageligt fordi den voksende flåde havde brug for kirurger med en grundig praktisk uddannelse  og diskussionen blussede op om, hvem der skulle være præsident for det.
Det var planlagt at den medicinske professor Henrich Callisen skulle udpeges, hvilket kirurgerne var imod. Efter en heftig debat blev kirurgen Alexander Kølpin udnævnt som akademiets præsident. Det skete efter mange skrifter for og imod; bl.a. deltog samfundsrevseren Niels Ditlev Riegels på Kølpins side.
Ved dette ansattes som professorer generaldirektøren for kirurgien, der var ældste professor, hofkirurgen og overkirurgen ved Frederiks Hospital; desuden en lektor i kemi og nogle reservekirurger. Akademiet fik alt, hvad der angik kirurgien, under sig og indstillede til alle kirurgiske embeder, indtil Sundhedskollegiet oprettedes i 1803.
Akademiet, som lå tæt på Frederiks Hospital, uddannede i de næste årtier mange dygtige kirurger med et solidt videnskabeligt grundlag. Det Kirurgiske Akademi har spillet en stor rolle i den danske lægevidenskabs historie, for det overvejende antal af læger udgik fra det. Fra 1800 tog kun 65 medicinsk eksamen alene, ca. 90 både medicinsk og kirurgisk, mens cirka 390 tog kirurgisk eksamen ved akademiet.

## Efter akademiet
I løbet af 1800-tallet blev det dog snart klart, at kirurgien var en del af lægevidenskaben og 1. januar 1842 blev de to uddannelser slået sammen.
Bygningen blev i lang tid brugt til de anatomiske dissektioner og kirurgiske forelæsninger.
I dag huser bygningen, som stadig er den oprindelige Akademi-bygning fra 1785, Medicinsk Museion.